# Église du Saint-Nom de Providence

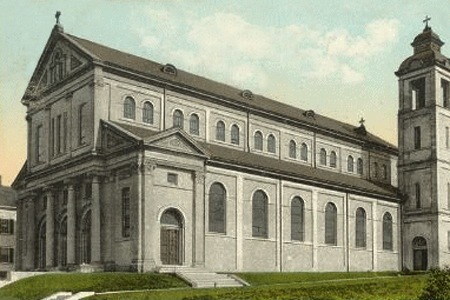
Vue de l'église, carte postale ancienne.

L'église du Saint-Nom-de-Jésus (Church of the Holy Name of Jesus) est une église catholique de  
Providence (Rhode Island) en Nouvelle-Angleterre (côte Est des États-Unis). Elle dépend du diocèse de Providence.

## Histoire
La paroisse est fondée le 12 novembre 1882, sous l'épiscopat de Mgr Hendricken, pour répondre aux besoins spirituels de 500 familles, à l'est de la ville. Une première église de bois est construite rapidement en 1883, mais s'avère bientôt trop petite. La pierre d'angle d'un second édifice sur Camp Street est bénie le 21 juin 1896, et après quatre ans de travaux, la nouvelle église reçoit sa dédicace le 10 septembre 1900.
Une des messes dominicales est célébrée dans la forme tridentine du rite romain, c'est-à-dire en latin, avec la permission de l'évêque, Mgr Tobin. Une autre église de Providence, la paroisse Sainte-Marie, célèbre, elle,  tous ses offices en latin.

## Description
L'église sans transept de style néoclassique est bâtie selon le plan d'une basilique romaine, précisément sur le modèle de la basilique Saint-Paul-hors-les-Murs. Le narthex est pavé de mosaïque et la colonnade de la façade d'ordre corinthien, ainsi que les voûtes en berceaux et les plafonds à caissons rappellent l'architecture de la première époque baroque de la fin de la Renaissance italienne. 

### Intérieur
Le maître-autel face au Levant, ce qui symbolise la Résurrection du Christ, appelle tous les regards. Il est fait de marbre vert et blanc d'Italie et orné de mosaïques et le tabernacle est surmonté d'un baldaquin à colonnes. La nef est bordée de deux rangées de colonnes de marbre avec des chapiteaux corinthiens ou composites. Des pilastres sont ornés de visages de chérubins sortant des feuilles d'acanthe, éclairés par les fenêtres à claire-voie, et des colonnes sont surmontées des visages des apôtres. 
Le plafond de l'abside est décoré de la colombe du Saint-Esprit entourée d'angelots, tandis que l'arc du sanctuaire montre la tête penchée du Christ avec l'inscription Et Sanctum Nomen Ejus (et saint est Son Nom). 
Les vitraux au-dessus de l'autel montrent l'un la Présentation au Temple et l'autre, la Trinité, ceux de la nef dépeignent la vie de Jésus. Ils proviennent de l'atelier Mayer de Munich. La chapelle Notre-Dame-de-Lourdes avec sa grotte à droite possède aussi une entrée adjacente au clocher.